# Araneus lancearius
Araneus lancearius là một loài nhện trong họ Araneidae.
Loài này thuộc chi Araneus. Araneus lancearius được Eugen von Keyserling miêu tả năm 1887.